# 子鍬倉神社

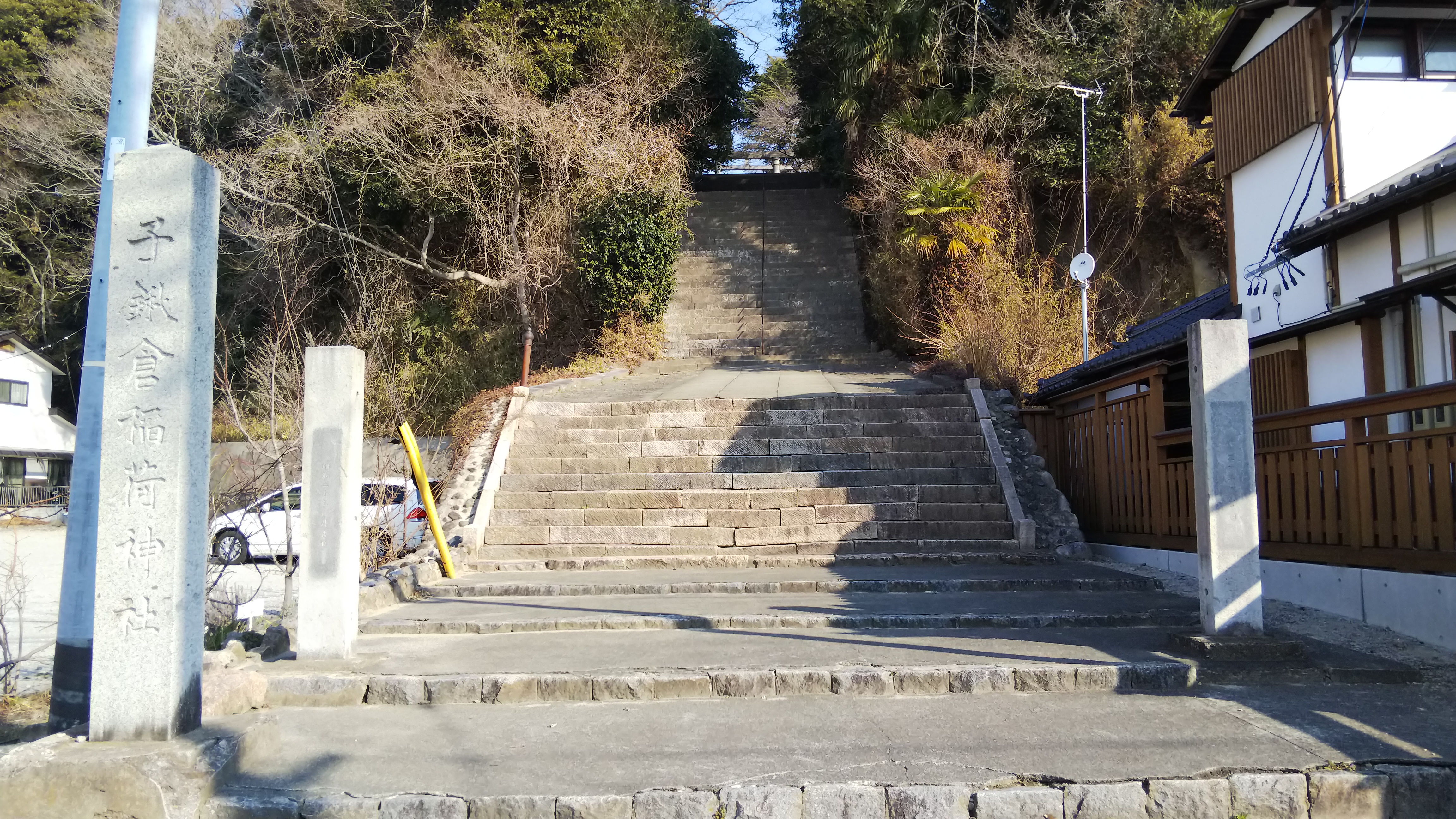
境内入口

子鍬倉神社（こくわくらじんじゃ）は、福島県いわき市平字揚土にある神社。式内小社で、旧社格は県社。

## 歴史
社伝によれば、大同元年（806年）の草創と伝えられる。「延喜式内社」であり、式内社磐城七社の一つである。古くは磐城四郡（菊多郡、磐城郡、磐前郡、楢葉郡）の総鎮守と言われた。
平城守りの神「平城三社」の一つとして歴代の平城主より崇敬を受けた。
慶長6年（1602年）に磐城平城が築城により社地が狭められ、荒廃するが、文政9年（1826年）に桜町にあった稲荷小社を第4代平藩主・内藤義概が現在地に復興した。
明治6年（1873年）3月に「県社」に列格した。昭和21年近代社格制度廃止の後も「けんしゃ」の愛称で呼ばれている。
明治7年南正面の断崖を切り開いて「男坂」を造り、大正10年「女坂」が完成した。

## 社名
「子」は「蚕」を意味し「衣」を、農具の「鍬」は「食」を、「倉」は「住」を意味し、「衣食住」の御祭神の神徳を言い表しているとされる。

## 社殿
天保2年4月の火災により社殿消失。古文書、神宝のほとんどが消滅した。
嘉永6年5月に現在の本殿が滝根町の大工横田杢左エ門により造営された。
文部省嘱託の塚本慶尚氏の設計監督により、現在の幣殿、拝殿が昭和4年に完成した。

## 摂社

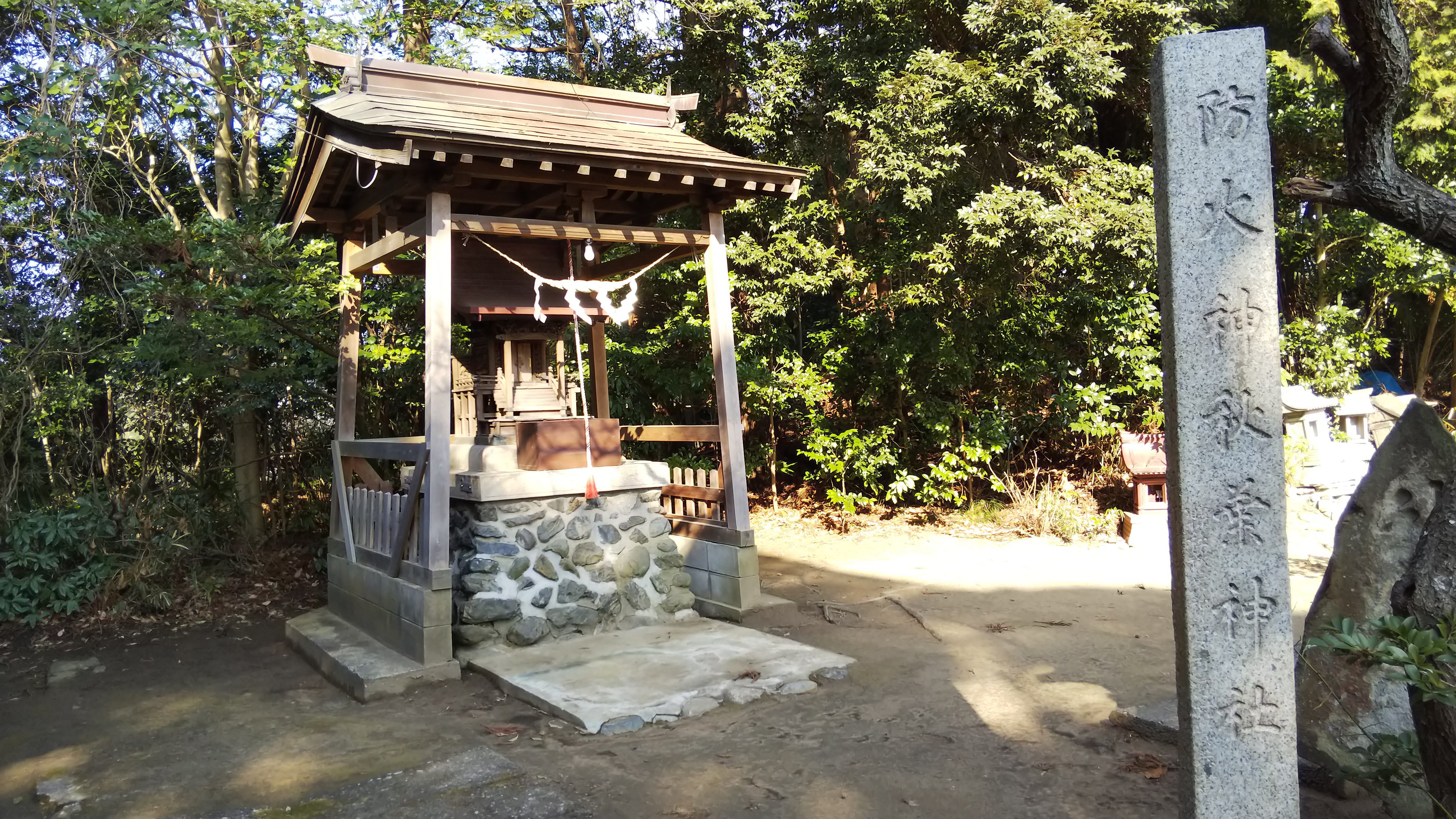
秋葉神社
  - 祭神：迦具土神（カグツチ）
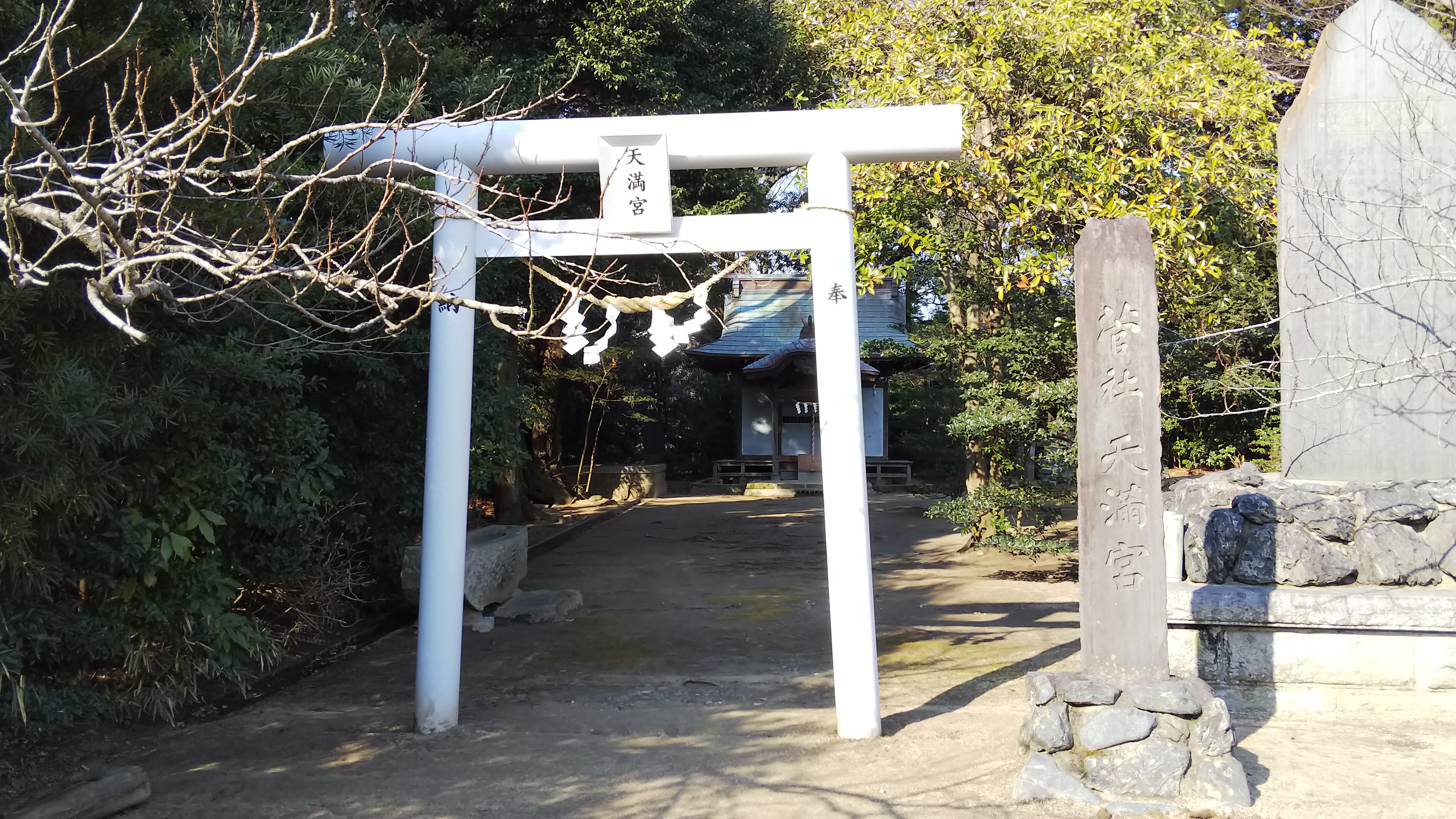
菅社天満宮
  - 祭神：菅原道真公

- 秋葉神社
- 天満宮

## 兼務神社

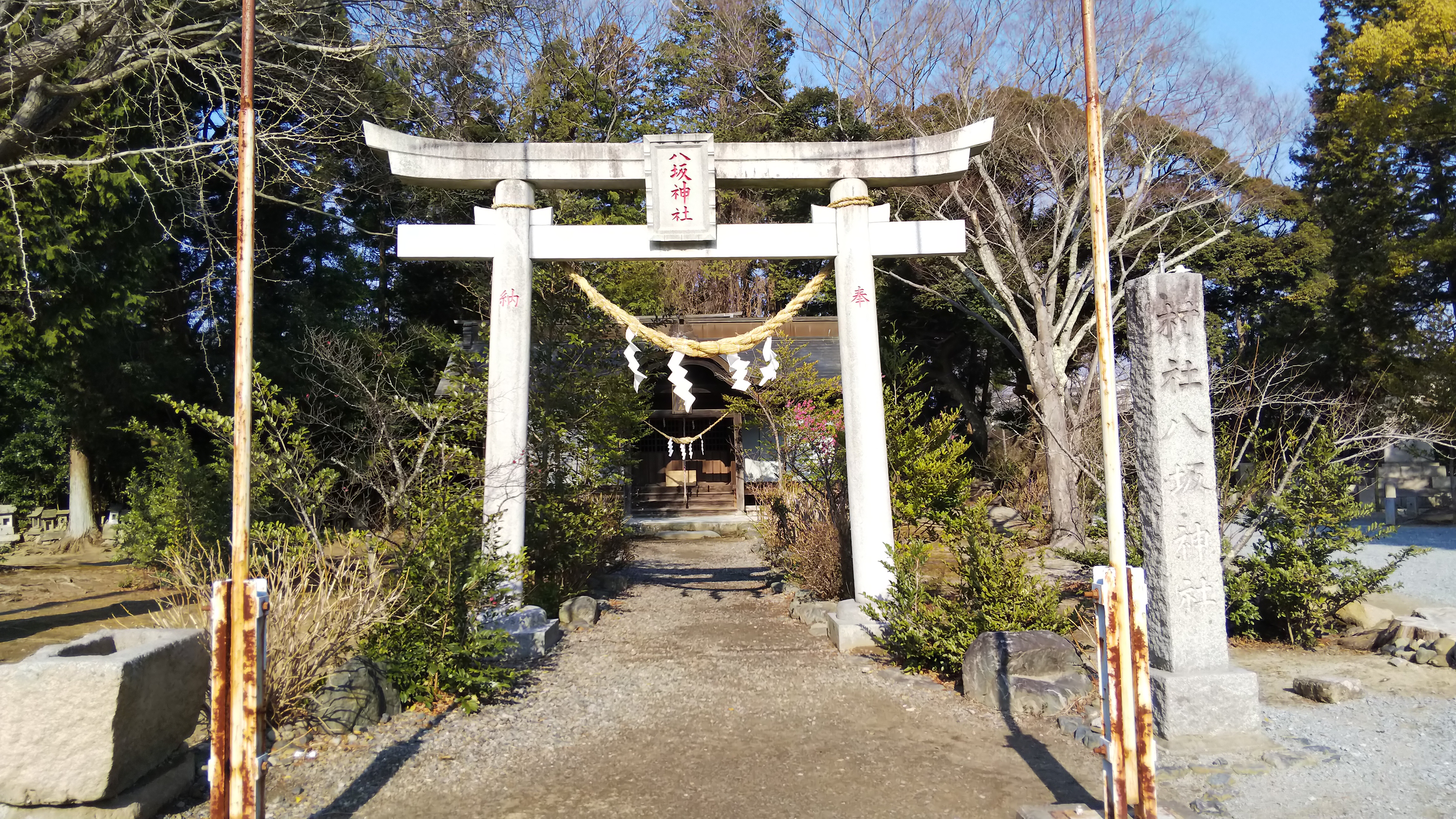
八坂神社

- 八坂神社

## 交通アクセス
- JR東日本常磐線・磐越東線「いわき駅」から西へ徒歩10分